# جيم هانكس
جيم هانكس (بالإنجليزية: Jim Hanks)‏ مواليد 15 يونيو 1961، هو ممثل أمريكي بدأ مسيرته الفنية سنة 1988.

## الأعمال

### مسلسلات
- حكاية لعبة
- جاغ
- سكرابز
- ديكستر
- الدجاجة الآلية

### ألعاب فيديو
- حكاية لعبة (1996) (بدور: وودي)
- توي ستوري 2: باز لايتير تو ذا ريسكو (1999) (بدور: وودي)
- توي ستوري ريسر (2001) (بدور: وودي)
- ديزني إنفنتي (2013) (بدور: وودي)

## الجوائز
| السنة | الجائزة       | الفئة           | النتيجة |
| ----- | ------------- | --------------- | ------- |
| 1999  | مهرجان موناكو | أفضل ممثل مساعد | فوز     |

## روابط خارجية
- جيم هانكس على موقع IMDb (الإنجليزية)
- جيم هانكس على موقع روتن توميتوز (الإنجليزية)
- جيم هانكس على موقع أول موفي (الإنجليزية)
- جيم هانكس على موقع قاعدة بيانات الفيلم (الإنجليزية)